# السريان الآراميين

علم السريان

السريان الآراميون " بالسريانية ܣܘܪܝܝܐ ":
هم أحد الشعوب السامية موطنهم وسط وشمالي وغرب سوريا وجنوب تركيا والجزء الشمالي الغربي من بلاد الرافدين و أجزاء من شمال الاردن،و يطلقون على وطنهم التاريخي اسم ارام اي " ارض الآراميين " ، و يقدر عددهم في العالم 15 مليون بحسب مصادر كنسية و مجتمعية ،يرجع أصلهم إنهم كانوا من الشعوب المتنقلة. استعمل الآراميون لغتهم الخاصة وهي اللغة الآرامية بلهجاتها المتعددة. وقد استطاعت هذه المجموعات الآرامية ما بين القرنين الثاني عشر والثامن قبل الميلاد أن تكون دويلات عديدة سيطرت على بلاد واسعة في الجزيرة الفراتية في سوريا بين دجلة والفرات، وأن تؤسس مجموعات زراعية مستقرة. وقد أُطلق اسم الآراميين على البلاد التي سكنوها، فدُعيت باسم بلاد آرام قرونًا عدة قبل أن تعرف منذ العصر الهلنستي السلوقي باسم سوريا وكان ذلك في (القرن الرابع قبل الميلاد).

### مصطلح " السريان ":[2]
قد انتشرت تسمية السريان بين المتحدثين بالآرامية الذين اعتنقوا المسيحية في القرون الأولى وتبنوا لهجة مملكة الرها كلغة طقسية لهم. وتستخدم هذه التسمية حالياً بشكل خاص بين أبناء الكنيسة السريانية الأرثذوكسية والكاثوليكية وبعض الموارنة
يعتقد أن تسمية السريان شملت جميع سكان بلاد الشام والعراق وجنوب تركيا الذين اعتنقوا المسيحية في ذلك الوقت .

#### السريان طائفة أم قومية ؟:
السريان هم شعب آرامي أي أنهم قومية وليس طائفة فقط يملكون مقومات القومية كاللغة والأرض والجذور.

##### أبرز الحضارات السريانية الآرامية:

انتشار اللغة السريانية في الماضي

##### أبرز الحضارات السريانية الآرامية:[3]
- تدمر
- آرام دمشق
- معلولا
- البتراء
- مملكة بيت عديني
- مملكة بيت زماني
- مملكة حماة
- مملكة الأنباط
- مملكة الرها

###### اللغة السريانية:
اللغة السريانية : تعتبر السريانية اللغة الأم لطوائف الآشوريون/السريان/الكلدان المنتشرة بالعراق وسوريا خاصة، حيث أضحت من أهم العوامل التي تجمعهم. وبالرغم من هذا فالسريانية لم تقتصر عليهم فقد استخدمها العديد من رجال الدين المسيحيين في كتاباتهم كالعرب (إسحاق النينوي وإيليا الحيري) والفرس (أفراهاط الملقب بالحكيم الفارسي) والأرمن (ميسروب ماشدوتس وإسحاق الأرمني) والترك (يشوعداد المروزي)، كما أصبحت اللغة الطقسية لبعض القبائل المنغولية المتنصرة قديما ومسيحيو كيرالا بجنوب غرب الهند. ويشير الباحثون إلى اتصال دائم بين اللغة السريانية واللغة العربية بنتيجة الهجرة والتبادل التجاري والثقافي بين بلاد الشام وشبه الجزيرة العربية، غير أن التمازج الأعمق بين اللغتين لم يتم إلا في أعقاب قيام الدولة الأموية، فخلال المرحلة الأولى ظلت السريانية لغة الدواوين وهيئات الدولة حتى عهد عبد الملك بن مروان، وإثر تعريب الدواوين ظلت السريانية لغة التخاطب الوحيدة بنسب متفاوتة في القرى والمدن السورية عمومًا حتى العهد المملوكي في القرن الثاني عشر حينما سيطرت اللغة العربية كلغة تخاطب بين أغلبية السكان، وظلت كذلك بين الموارنة في جبل لبنان حتى القرن السادس عشر. كانت العربية قد حلت مكان السريانية كلغة كتابة في مدن العراق الوسطى منذ القرن الثالث عشر.(1) في الوقت الراهن لا يوجد في لبنان أي جماعة تستخدم السريانية كلغة تخاطب يومية، بيد أن هناك عدة محاولات لإحيائها، أما في سوريا فهناك من لا يزال يستخدمها كلغة تخاطب في معلولا وقرى مجاورة لها شمال دمشق رغم أن بعض سكان هذه القرى مسلمون، وتستخدم أيضًا في المناطق ذات الكثافة السريانية في القامشلي والحسكة وغيرها من مناطق الجزيرة الفراتية. أما في العراق، فلا تزال السريانية لغة التخاطب في المناطق والقرى ذات الغالبية السريانية/الكلدانية في الموصل ودهوك، وكذلك تعتبر لغة النطق في طور عبدين الذي يقع حاليًا جنوب شرق تركيا. وفي بعض بلدان المهجر التي هاجر إليها سريان خلال القرن العشرين مثل السويد يستخدم أتباع الكنيسة السريانية الأرثوذكسية اللغة السريانية في تخاطبهم اليومي. وعلى الرغم من عدم استعمالها اليوم كلغة تخاطب بين أغلبية السكان، فإن تأثيرها في اللغة العربية خصوصًا المحكية في بلاد الشام يبدو قويًا وواضحًا، كذلك الحال بالنسبة لأسماء الشهور والأماكن والبقاع.
اللغة السريانية تكتسب أهمية دينية خاصة في المسيحية، أولاً لأن يسوع المسيح قد تكلّم بالآرامية، التي تعتبر بمثابة اللغة الأم للسريانية، وثانيًا لأن العديد من كتابات آباء الكنيسة والتراث المسيحي قد حفظ بالسريانية، إلى جانب اللغة اليونانية، وفي الكنائس التي تتبع الطقس السرياني لا تزال تستخدم اللغة السريانية بشكل يومي في القداس الإلهي وعدد من العبادات الأخرى كلغة ليتورجية. وعمومًا فإن هذه الكنائس تفرض، بإلزامية متفاوتة، على أبنائها خصوصًا الإكليروس دراسة اللغة السريانية وتعلمها. كذلك تبدو اللغة السريانية هامة للمنقبين والمؤرخين في الاطلاع على الوثائق والمخطوطات القديمة التي غالبًا ما كتبت بالسريانية أو الآرامية. في الإسلام يشير بعض الفقهاء أن السريانية هي لغة أهل القبور أمثال حافظ السيوطي وعلم الدين البلقيني الذي فسّر سبب ذلك بكون السريانية لغة الأرواح والملائكة. البعض الآخر منهم أمثال العثيمين نفى الرواية، في حين يشير ابن حاتم وابن شيبه أن السريانية هي لغة يوم القيامة على أن يتكلم داخلو الجنة لاحقًا العربية، غير أن بعض الفقهاء كابن حنبل رؤوا أن السريانية كانت لغة النبي آدم والنبي نوح.
اعتبرت اللغة السريانية ردحًا طويلاً من الزمن لغة العلوم والفنون والآداب، خصوصًا في مدينة الرها (أورفة حاليًا في تركيا) والتي نشأت بها بنوع خاص، أولى المدارس السريانية. وعمومًا فإن اللغة السريانية تقسم عمومًا إلى لهجتين وأبجديتين متقاربتين، الأولى السريانية الغربية نسبة إلى غرب نهر الفرات والثانية هي السريانية الشرقية نسبة إلى شرق نهر الفرات وبنوع خاص إلى الرها. تكتب اللغة السريانية بالأبجدية السريانية المؤلفة من اثنين وعشرين حرفًا تجمع في خمس كلمات: أبجد، هوز، حطي، كلمن، سعفص، قرشت. وتحوي حركات إعرابية تختلف بين السريانية الغربية والسريانية الشرقية أشهرها خمس تفيد في المد والقصر وحروف العلة. وكسائر اللغات السامية، فإن اللغة السريانية تكتب من اليمين إلى اليسار ومن أعلى الصفحة إلى أسفلها.